# Distrito electoral de Forest City No. 1
Forest City No. 1 (en inglés: Forest City No. 1 Precinct) es un distrito electoral ubicado en el condado de Sarpy en el estado estadounidense de Nebraska. En el Censo de 2010 tenía una población de 2382 habitantes y una densidad poblacional de 1.002,94 personas por km².

## Geografía
Forest City No. 1 se encuentra ubicado en las coordenadas 41°8′44″N 96°14′0″O / 41.14556, -96.23333. Según la Oficina del Censo de los Estados Unidos, Forest City No. 1 tiene una superficie total de 2.38 km², que corresponden a tierra firme.

## Demografía
Según el censo de 2010, había 2382 personas residiendo en Forest City No. 1. La densidad de población era de 1.002,94 hab./km². De los 2382 habitantes, Forest City No. 1 estaba compuesto por el 96.81% blancos, el 0.67% eran afroamericanos, el 0.17% eran amerindios, el 0.5% eran asiáticos, el 0.5% eran de otras razas y el 1.34% pertenecían a dos o más razas. Del total de la población el 2.35% eran hispanos o latinos de cualquier raza.